# Seznam komandantov École spéciale militaire de Saint-Cyr
Seznam komandantov École spéciale militaire de Saint-Cyr (Specialne vojaške šole Saint-Cyr).

## Seznam
- général de brigade baron Jacques Nicolas Bellavène: 1803-1812
- général de brigade baron Hugues Alexandre Joseph Meunier: 1812-1814
- maréchal de camp baron Louis Auguste Camus de Richemont: 1814-1815
- général de division baron Jacques Nicolas Bellavène: 1815-1816
- maréchal de camp Philippe François Maurice d'Albignac: 1816-1821
- lieutenant général vicomte Marc Antoine Marie Obert: 1821-1823
- maréchal de camp comte A. C. de Durfort: 1823-1827
- maréchal de camp prince Octave de Broglie de Revel: 1827-1830
- maréchal de camp vicomte A. N. Lenoir: 1830
- maréchal de camp baron Louis Auguste Camus de Richemont: 1830-1834
- maréchal de camp comte Achille Baraguey d'Hilliers: 1834-1841
- maréchal de camp Amédée Caminade: 1841-1842
- maréchal de camp A. P. P. B. de Tarle: 1842-1846
- maréchal de camp marquis J. B. H. F. A. de Ricard: 1846-1849
- général de brigade Armand Salleyx: 1849
- général de brigade A. A. Alexandre: 1849-1855
- général de brigade comte Adolphe de Monet:, 1855-1860
- général de brigade Louis de Labadie d'Aydren: 1860-1866
- général de brigade baron Henri Aristide de Gondrecourt: 1866-1870
- général de brigade Louis Hanrion: 1871-1880
- général de brigade Claude Choletton: 1880-1881
- général de brigade Armand Deffis: 1880-1886
- général de brigade Baptiste Tramond: 1886-1889
- général de brigade Eugène Potas d’Hestreux: 1889-1893
- général de brigade Jules de Monard: 1893-1896
- général de brigade Louis Goujat dit Maillard: 1896-1900
- général de brigade Adhémar Passerieu: 1900-1901
- général de brigade Louis Marcot: 1901-1906
- général de brigade Auguste Dubail: 1906-1908
- général de brigade Charles Holender: 1908-1910
- général de brigade Elie Verrier: 1910-1912
- général de brigade Louis Bigot: 1912-1914
- général de brigade Albert Tannant: 1919-1925
- général de brigade Henri Colin: 1925-1928
- général de brigade Henri Herscher: 1928-1931
- général de brigade Aubert Frère: 1931-1935
- général de brigade Julien Martin: 1935-1937
- général de brigade Auguste Lucien: 1937-1939
- colonel Georges Groussard: 1939-1940
- général de brigade Henri Préaud: 1940-1942
- colonel Jean Thiebault: 1942
- colonel Pierre Agostini: 1945
- général de brigade Guy Schlesser: 1946
- général de brigade Eugène Molle: 1946-1949
- général de division Paul Bondis: 1949-1951
- général de brigade Gilbert Fayard: 1951-1954
- général de brigade Jean Olie: 1954-1956
- général de brigade Jacques de Parisot de Durand de la Boisse: 1956
- général de brigade André Jannot: 1956-1958
- général de brigade Jean Gombeaud: 1958-1960
- général de division Jean Craplet: 1960-1962
- général de brigade Jean Simon: 1962-1964
- général de brigade Alain de Boissieu Dean de Luigne: 1964-1967
- général de brigade Jean de Lassus Saint Genies: 1967-1969
- général de brigade Jean Richard: 1969-1972
- général de brigade Jacques de Barry: 1972-1975
- général de brigade Alain Bizard: 1975-1977
- général de brigade André Sciard: 1977-1980
- général de brigade Gilbert Forray: 1980-1983
- général de brigade Jacques Greyfie de Bellecombe: 1983-1986
- général de brigade André Lafont: 1986-1989
- général de brigade Etienne Renard: 1989-1992
- général de brigade Pierre Forterre: 1992-1995
- général de division Pierre Costedoat: 1995-1998
- général de division Louis Zeller: 1998-2000
- général de division Bruno Cuche: 2000-2003
- général de division Jean Coulloumme-Labarthe: 2003-2006
- général de division Nicolas de Lardemelle: 2006-2009
- général de brigade Eric Bonnemaison: 2009-2012
- général de brigade Antoine Windeck: (2012-2015)
- général de division Frédéric Blachon: (2015-danes)